# 和平进程
和平进程是指一套旨在解决武装冲突的政治谈判、协议以及行动。在武装冲突发生之前，和平进程可能可以防止国家内部或国家间争端升级为軍事衝突。